# Египатска хронологија
Већина египтолога се слаже око нацрта и многих детаља хронологије Старог Египта. Овај научни консензус је такозвана Конвенционална египатска хронологија, која почетак Старог краљевства смешта у 27. век пре нове ере, почетак Средњег краљевства у 21. век пре нове ере и почетак Новог краљевства у средину 16. века пре нове ере.
Упркос овом консензусу, неслагања остају унутар научне заједнице, што доводи до тога да се варијанте хронологије разликују за око 300 година за рани династички период, до 30 година у Новом краљевству, и неколико година у касном периоду.
Поред тога, постоји низ алтернативних хронологија ван научног консензуса, као што је Нова хронологија предложена 1990-их, која помера датуме Новог краљевства за чак 350 година, или Глазговска хронологија (предложена 1978– 1982), која помера датуме Новог краљевства за чак 500 година.

## Преглед
Научни консензус о општем прегледу конвенционалне хронолошке струје у египтологији није много флуктуирао током последњих 100 година. За Старо Краљевство, консензус варира чак неколико векова, али за Средње и Ново Краљевство је стабилан до неколико деценија. Ово је илустровано упоређивањем хронологије коју су дала два египтолога, први је написао 1906. године, а други 2000. (сви датуми у табели су пре Христа).
| Период                        | Династија       | Бристед (1906) | Шоу (2000)    |
| ----------------------------- | --------------- | -------------- | ------------- |
| Рани династички период Египта | Прва            | 3400–2980      | око 3000–2686 |
| Рани династички период Египта | Друга           | 3400–2980      | око 3000–2686 |
| Старо краљевство              | Трећа           | 2980–2900      | 2686–2613     |
| Старо краљевство              | Четврта         | 2900–2750      | 2613–2494     |
| Старо краљевство              | Пета            | 2750–2625      | 2494–2345     |
| Старо краљевство              | Шеста           | 2623–2475      | 2345–2181     |
| Први прелазни период          | Седма           | 2475–2445      | 2181–2160     |
| Први прелазни период          | Осма            | 2475–2445      | 2181–2160     |
| Први прелазни период          | Девета          | 2445–2160      | 2160–2125     |
| Први прелазни период          | Десета          | 2445–2160      | 2160–2125     |
| Средње краљевство             | Једанаеста      | 2160–2000      | 2125–1985     |
| Средње краљевство             | Дванаеста       | 2000–1788      | 1985–1773     |
| Други прелазни период         | Тринаеста?      | 1780–1580      | 1773–1550     |
| Други прелазни период         | Четрнаеста?     | 1780–1580      | 1773–1550     |
| Други прелазни период         | Петнаеста       | 1780–1580      | 1773–1550     |
| Други прелазни период         | Шеснаеста       | 1780–1580      | 1773–1550     |
| Други прелазни период         | Седамнаеста     | 1780–1580      | 1773–1550     |
| Ново краљевство               | Осамнаеста      | 1580–1350      | 1550–1295     |
| Ново краљевство               | Деветнаеста     | 1350–1205      | 1295–1186     |
| Ново краљевство               | Двадесета       | 1200–1090      | 1186–1069     |
| Трећи прелазни период         | Двадесетпрва    | 1090–945       | 1069–945      |
| Трећи прелазни период         | Двадесетдруга   | 945–745        | 945–818       |
| Трећи прелазни период         | Двадесеттрећа   | 745–718        | 818–727       |
| Трећи прелазни период         | Двадесетчетврта | 718–712        | 727–715       |
| Трећи прелазни период         | Двадесетпета    | 712–663        | 715–664       |
| Касни период старог Египта    | Двадесетшеста   | 663–525        | 664–525       |

Диспаритети између ова два скупа датума су резултат додатних открића и префињеног разумевања још увек веома непотпуних изворних доказа. На пример, Бристед додаје владара из Двадесете династије за ког су даља истраживања показала да не постоји. Након Манетона, Бристед је такође веровао да су све династије биле секвенцијалне, док је сада познато да је неколико династија владало у исто време. Ове ревизије су довеле до снижавања конвенционалне хронологије за чак 400 година на почетку Прве династије.

## Године владавине
Окосницу египатске хронологије чине године владавине које су забележене у списковима древних египатских краљева. Пронађене листе краљева су или свеобухватне, али имају значајне празнине у свом тексту (на пример Торински краљевски канон), или су текстуално потпуне, али не дају потпуну листу владара (на пример Абидоски попис краљева и камен из Палерма), чак и за кратак период египатске историје. Ситуацију додатно компликују повремене опречне информације о истом периоду владавине из различитих верзија истог текста; стога је историја Египта египатског историчара Манетона позната само по епитомима и референцама на њу које су дали каснији писци, као што су Јевсевије и Секст Африкан, а датуми за истог фараона често значајно варирају у зависности од извора.
Периоди владавине су састављени од натписа, који често дају датуме у облику године владавине владајућег фараона. Ипак, ово обезбеђује само минималну дужину те владавине и може, али и не мора да укључује било какве везе са претходником или наследником. Поред тога, неке египатске династије су се вероватно преклапале, са различитим фараонима који су владали у различитим регионима у исто време, а не серијски. Незнање да ли су монархије биле симултане или секвенцијалне доводи до веома различитих хронолошких тумачења.
Тамо где укупан број година владавине за датог владара није познат, египтолози су идентификовали два индикатора да би закључили тај укупан број: за Старо краљевство, број пописа стоке; а за касније периоде прослављање Сед фестивала. Бројни натписи из Старог краљевства алудирају на периодични попис стоке, за који су стручњаци у почетку веровали да се одржава сваке друге године; тако записи о чак 24 пописа стоке показују да је Снефру владао 48 година. Међутим, даља истраживања су показала да су ови пописи понекад вршени узастопним годинама, или након што су прошле две или више година. Сед фестивал се обично славио на тридесету годишњицу фараонове владавине, тако да се могло претпоставити да су владари који су забележили славље владали најмање 30 година. Међутим, још једном, ово можда није била стандардна пракса у свим случајевима.
На почетку египтологије, састављање периода владавине је такође ометала дубока библијска пристрасност египтолога. Ово је било најраширеније пре средине 19. века, када су Манетонове фигуре препознате као у супротности са библијском хронологијом, на основу старозаветних референци на Египат. У 20. веку, таква библијска пристрасност је углавном била ограничена на алтернативне хронологије изван научног мејнстрима.

## Синхронизми
Користан начин за превазилажење ових празнина у знању је проналажење хронолошких синхронизама, који могу довести до прецизног датума. Током протеклих деценија, пронађен је велики број њих, иако су различитог степена корисности и поузданости.
- Серијација, односно археолошки низови. Ово не фиксира особу или догађај за одређену годину, али успостављање редоследа догађаја може пружити индиректне доказе који ће обезбедити или подржати прецизан датум. На пример, неке уписане камене посуде владара прве две династије сакупљене су и депоноване у складишне галерије испод и запечаћене када је изграђена Џосерова пирамида, фараона из Треће династије. Други пример су блокови из Старог краљевства који носе имена неколико краљева, који су поново коришћени у изградњи пирамидалних храмова Средњег краљевства у Лишту у структурама  Аменемхата I. Исто тако, трећи пилон у Карнаку, који је изградио Аменхотеп III садржао је као додатни материјал стубове Сенусрета I, заједно са разним стелама из Другог прелазног периода и Осамнаесте династије Новог краљевства.[6]
- Синхронизми са другим хронологијама, од којих су најважније асирске и вавилонске хронологије, али се користе и синхронизизми са Хетитима, старом Палестином и у последњем периоду и са старом Грчком. Најранији такав синхронизам је у 18. веку пре нове ере, где стела гувернера Библоса Јантина указује да је фараон Неферхотеп I био савременик краља Зимри-Лиме државе Мари и Хамурабија краља Вавилона.[7] Други рани синхронизми датирају из 15. века пре нове ере, током периода Амарне, када имамо знатну количину дипломатске преписке између египатских краљева Аменхотепа III и Ехнатона (или можда Сменхара), и разних бслискоисточних владара. За Трећи прелазни период, Шошенку I је Кенет Китчен приписао датум у односу на Ровоама и система датирања Епонима, на основу библијских пасуса о Шошенковом походу. Апсолутни датум Шошенка I израчунат је на основу теорије Едвина Р. Тила.[8]
- Синхронизми са спомен обележјима бога Аписа. Они почињу још у време владавине Аменхотепа III и настављају се у Птоломејско доба, али постоји значајан јаз од 23. године у записима између Рамзеса XI и Осоркона II. Лоша очуваност ових налаза у Серапеуму у Сахари такође повећава потешкоће у коришћењу ових записа.
- Астрономски синхронизми. Најпознатији од њих је Сотички циклус, а пажљиво проучавање овог навело је Ричарда А. Паркера да тврди да се датуми Дванаесте династије могу одредити са апсолутном прецизношћу.[9] Новија истраживања су нарушила ово самопоуздање, доводећи у питање многе претпоставке коришћене са Сотичким циклусом, и као резултат тога, стручњаци су се удаљили од ослањања на овај циклус.[10] На пример, Доналд Б. Редфорд, у покушају да фиксира датум краја Осамнаесте династије, готово потпуно игнорише Сотистички циклус, ослањајући се на синхроницитете између Египта и Асирије (преко Хетита) и записе из астрономских посматрања.[11][12]
- Метод радиоактивног угљеника. Ово је посебно корисно за период ране династије, где је египтолошки консензус био могућ само у распону од око три или четири века. Радиокарбонско датирање је отприлике у складу са Шоовом конвенционалном хронологијом.[13] Студија из 2013. године открила је почетак Прве династије у 32. или 31. веку, што је компатибилно са научним мишљењима која га стављају између 34. и 30. века.[14]
- Минојска ерупција. Ово је позната загонетка не само у египатској већ и у егејској (минојској) хронологији, јер је радиокарбонски датум ерупције, између 1627. и 1600. п. н. е. (p=5%),[15] померен за читав век у поређењу са датумом традиционално прихваћеним у археологији око 1500. п. н. е.[16][17][18] Од 2012. постоје сугестије да решење лежи у прилагођавању оба датума ка "компромисном" датуму средином 16. века пре нове ере,[19] али од 2014. проблем није на задовољавајући начин решен.
- Дендрохронологија. Било је повремених могућности да се дендрохронологија користи као подршка египатској хронологији, углавном за период Новог краљевства, као на пример у случају пронађене олупине брода код Улбурна.[20] Комбинована употреба дендрохронологије и радиокарбонског датирања омогућила је идентификацију прстенова дрвећа чак и до периода Средњег царства, као у ковчегу Ипи-ха-исхутефа (датирано 2073±9 п. н. е) или погребном чамцу Сесостриса III (датирано 1887±11. п. н. е.; конвенционални датум владавине 1878. п. н. е. –1839. п. н. е).[21]

## Алтернативне хронологије
Известан број предлога за алтернативе консензуса о конвенционалној хронологији представљен је током 20. века:
- Ревидирана хронологија Имануела Великовског као што је постулирано у његовом делу Доба у хаосу.
- Хронологија Донована Курвила описана у делу Проблем егзодуса и његове последице.
- Глазговска хронологија коју су формулисали чланови Друштва за интердисциплинарне студије Великовског 1978.
- Модел Векова таме (1991) Питера Џејмса и др. померио би крај египатског Новог краљевства са 1070. п. н. е. на око 825. п. н. е.,[22] и тиме смањио све раније датуме, због погрешних прорачуна Трећег прелазног периода.
- Нова хронологија Дејвида Рола, како је описано у његовој серији Тест времена.

## Додатни извори
- Erik Hornung, Rolf Krauss, and David A. Warburton (editors).  Scribd copy
- М. Кристин Тетлеј (2014). „Поглавље 1. Увод у проблеме са историјском хронологијом старог Египта” (PDF). Реконструисана хронологија египатских краљева. Архивирано из оригинала (PDF) 18. 02. 2018. г. Приступљено 12. 07. 2023.